# Gotički roman
Gotski ili gotički roman (izvorno takozvani Gothic novel,  i Tales of Terror) je bila književna vrsta pripovijetke i romana strave, koja se pojavila u drugoj polovici 18. stoljeća u Engleskoj. Poezija ovog razdoblja težila je slobodnijem stilu, i nastojala se približiti pučkom govoru. Gotski roman je roman strave, u kojem se opisuju priče nadnaravnog, mističnog sadržaja. Nastao je kao reakcija na racionalistički građanski roman. Bio je i pod utjecajem njemačke nadnaravne proze. Opisuje scene iz feudalnog srednjeg vijeka i romantiku groze. Prvi roman okarakteriziran kao gotski je Dvorac Otranto, Horacea Walpolea iz 1764. Naziv potječe od stilskog gotičkog razdoblja, koje se u ovom smislu najviše odnosi na arhitekturu. Nadahnuće gotskoj prozi su bile ruševine gotičkih crkava i građevina. Walpole je dao sagraditi dvorac u gotičkom stilu.
Najznačajniji predstavnici su engleska književnica Ann Radcliffe, i Matthew Lewis s romanom Redovnik. U ovaj žanr spada i poznato ostvarenje spisateljice Mary Shelley Frankenstein, pisano u epistolarnoj formi. 

## Gotska djela
- Dvorac Otranto (1764.) - Horace Walpole
- Vathek, arapska priča (1786.) - William Thomas Beckford
- Misterije Udolphoa (1794.) -  Ann Radcliffe
- Caleb Williams (1794.) - William Godwin
- Redovnik (1796.)  - Matthew Gregory Lewis
- Talija (1797.) - Ann Radcliffe
- Clermont [1798.) - Regina Maria Roche
- Wieland (1798.) - Charles Brockden Brown
- Djeca opatije (1800.) - Regina Maria Roche
- Frankenstein (1818.)  - Mary Shelley
- Vampyr (1819.) - John William Polidori
- Melmoth lutalica (1820.) - Charles Robert Maturin
- Ispovjesti engleskog opijumista (1821.) - Thomas de Quincey
- Privatna sjećanja i ispovijesti opravdanog grešnika (1824.) - James Hogg
- Mumija! Priča o 22. stoljeću (1827.) - Jane Webb Loudon
- Mladi Goodman Brown (1835.) - Nathaniel Hawthorne
- Ministrov crni veo (1836.) - Nathaniel Hawthorne
- Pad kuće Usher (1839.) - Edgar Allan Poe
- Odavačko srce (1843.) - Edgar Allan Poe
- Quaker City ili, Redovnici Redovničkog Dvora (1844.) - George Lippard
- Mumijino stopalo (1863.) - Théophile Gautier
- Carmilla (1872.) - Joseph Sheridan le Fanu
- Dr. Jekyll i Mr. Hyde (1886.) - Robert Louis Stevenson
- Slika Doriana Graya (1891.) - Oscar Wilde
- Horla (1887.) - Guy de Maupassant
- Žuti poster (1892.) - Charlotte Perkins Gilman
- Drakula (1897.) - Bram Stoker
- Majmunska šapa (1902.) -W.W. Jacobs
- Fantom iz opere (1910.) -Gaston Leroux
- Utočište Bijelog Crva (1911) - Bram Stoker
- Gormenghast (1946. – 1959.) - Mervyn Peake
- Prokletstvo Hill Housea (1959.) - Shirley Jackson

## Gotička satira
- Opatija Northanger (1818.) - Jane Austen
- Opatija noćnih mora (1818.) - Thomas Love Peacock
- Ingoldsby Legende (1840.) - Thomas Ingoldsby

## Vanjske poveznice
- Časopis Kolo  Arhivirana inačica izvorne stranice od 27. veljače 2010. (Wayback Machine)
- Cmar-net.org  Arhivirana inačica izvorne stranice od 20. listopada 2009. (Wayback Machine)